# 佐治·法蘭西斯·李察遜
佐治·法蘭西斯·李察遜（英語：George Francis Richardson，1829年12月6日—1912年3月22日）是一名來自曼哈頓的美國共和黨政治人物和律師。